# Ichthyomys
Ichthyomys (Thomas, 1893) è un genere di roditori della famiglia dei Cricetidi.

## Descrizione

### Dimensioni
Al genere Ichthyomys appartengono roditori di piccole dimensioni, con lunghezza della testa e del corpo tra 110 e 210 mm, la lunghezza della coda tra 145 e 190 mm e un peso fino a 120 g.

### Caratteristiche craniche e dentarie
Il cranio presenta un rostro molto largo, le ossa nasali corte e una scatola cranica bassa e larga. Sono presenti 13 paia di costole.
Sono caratterizzati dalla seguente formula dentaria:

### Aspetto
La pelliccia è densa e lucida. Le parti dorsali sono generalmente brunastre mentre le parti ventrali sono distintamente bianco-argentate. Le orecchie sono relativamente piccole è visibili. Le zampe posteriori sono lunghe e larghe, con le dita parzialmente palmate e una frangia di setole bianche lungo i lati dei piedi, e con 5 cuscinetti sul palmo delle mani, adattamento a una vita acquatica. La coda è  più lunga della testa e del corpo, può essere uniformemente scura o nettamente bicolore ed è ricoperta densamente di peli. Le femmine hanno 3 paia di mammelle. Sono privi di cistifellea.

## Distribuzione
Il genere è diffuso nelle regioni tropicali del Continente americano, da Panama fino al Perù.

## Tassonomia
Il genere comprende 5 specie:
- Ichthyomys hydrobates
- Ichthyomys pinei
- Ichthyomys pittieri
- Ichthyomys stolzmanni
- Ichthyomys tweedii